# Drosophila desertorum
Drosophila desertorum este o specie de muște din genul Drosophila, familia Drosophilidae, descrisă de Wasserman în anul 1962. Conform Catalogue of Life specia Drosophila desertorum nu are subspecii cunoscute.